# Държанка (сорт грозде)
Държанка е бял сорт грозде с произход от българските земи, широко разпространен в миналото и сред българите в Бесарабия. Сортът е устойчив на ниски температури и засушаване. Отличава се с висока захарност и добра родовитост.

## История
Смята се, че към 1829 година преселилите се в Бесарабия жители на село Кортен, Новозагорско, пренасят със себе си редица сортове грозде, сред които с голямо разпространение е Държанка. Основаното на следващата година село Кортен (Кирютня) се превръща в център на разпространението на този сорт. През втората половина на ХІХ век Държанка е преобладаващ сорт в българските и гагаузките села в Бесарабия. В началото на ХХ век редица местни лозови насаждения в Бесарабия са поразени от епидемията на филоксера, но сортът не е сериозно засегнат. Към 1913 година агрономът на Чадърлунгската волост П. Боканчо описва Държанка като непретенциозен сорт, с голямо разпространение в Кортен, заедно с Каравълчевка.
До втората половина на ХХ век Държанка продължава да е сред преобладаващите сортове във винопроизводителен район като Кортен и в заселените от кортенци села Стояновка (1902), Викторовка (1907) и други.